# Bairamlia fuscipes
Bairamlia fuscipes är en stekelart som beskrevs av James Waterston 1929. Bairamlia fuscipes ingår i släktet Bairamlia och familjen puppglanssteklar. Arten är reproducerande i Sverige. Inga underarter finns listade.